# Другосимоновська
Дру́госи́моновська (рос. Другосимоновская) — присілок у складі Верховазького району Вологодської області, Росія. Входить до складу Нижньокулойського сільського поселення.

## Населення
Населення — 51 особа (2010; 49 у 2002).
Національний склад (станом на 2002 рік):
- росіяни — 100 %